# Понор (геоморфологија)
Понор је облик настао на месту увирања површинских вода у подземље. Јављају се као стрме, па и вертикалне подземне просторије, које почињу на површини, а у стенској маси се настављају у крашке канале. Када ове подземне просторије изгубе хидрогеолошку функцију, настају јаме. Понори такође могу бити и хоризонталног и субхоризонталног положаја, а када овакви облици изгубе хидрогеолошку функцију, настају пећине.